# Friedrich Wehrli
Friedrich Wehrli (* 16. April 1858 in Zürich; † 3. Mai 1925 ebenda) war ein Schweizer Architekt.
Er war Sohn des Zürcher Zeughaus-Verwalters Oberst Wehrli. Er selber war am Ende seiner militärischen Karriere Artillerie-Offizier. 
Seine berufliche Laufbahn als Architekt begann mit dem Studium am Polytechnikum in Zürich, das er 1876 begann. 1879 wechselte er nach Paris, wo er sein Studium abschloss. 1882 begann er bei Chiodera & Tschudi zu arbeiten, wechselte dann zu Architekt Moser in Baden, wo er beim Bau des Kantonsspitals Aarau mitbeteiligt war. Ende der 1880er Jahre machte er sich in Zürich selbständig. Er war auch Mitglied des Zürcher Ingenieur- und Architekten-Vereins.

## Bauwerke (Auswahl)
- Reformierte Kirche Erlenbach
- Reformierte Kirche Pfäffikon
- Reformierte Kirche Goldau
- Reformierte Kirche Andermatt
- Reformierte Kirche Zug
- Kirchturm der Predigerkirche Zürich
- Schulhaus Hofacker Zürich
- Schulhaus Leimbach Zürich